# Husum (Észak-Frízföldi járás)
Husum település Németországban, Schleswig-Holstein tartományban. Lakosainak száma 23 814 fő (2023. december 31.). Husum Wobbenbüll, Hattstedt, Horstedt, Schwesing, Mildstedt, Südermarsch és Simonsberg községekkel határos.

## Fekvése
Schwesingtől nyugatra fekvő település.

## Leírása

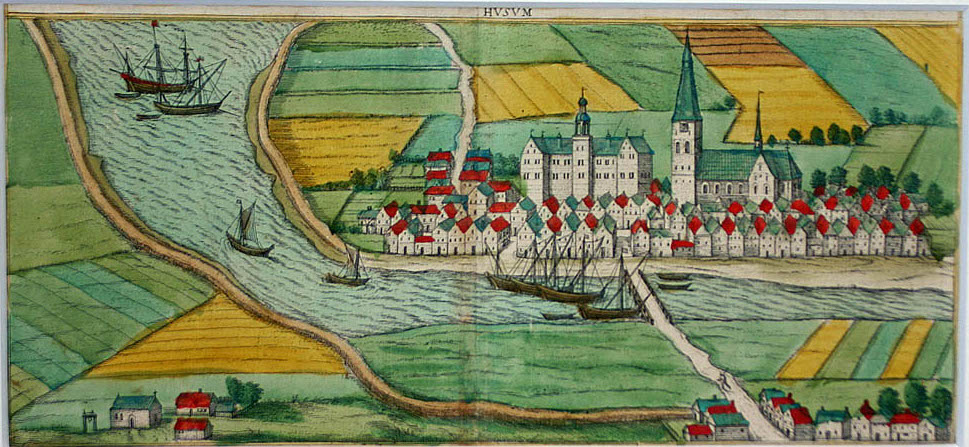
Husum 1598-ban

Theodor Storm német költő verse "szürke város a tengernél" néven illette Husumot.
A településen az Északi tengerpart minden jellegzetessége megtalálható: watt-tenger, homokos részek,lápos eredetű vidékek, de a városban is felfedezhetők a múlt emlékei.

## Nevezetességek
- Theodor Storm szülőháza
- Vendéglő (Gasthaus zum Ritter St. Jürgens) - a 16. században épült.
- Helytörténeti múzeum (Heimatmuseum im Nischenhaus)
- Városháza - a 17. század elején épült.
- Hercegi kastély (Schloss) - 16. században épült.
- Cornils-ház (Cornilsscheshaus) - egykor a kastély bejáratát alkotta, ma Ifjúság háza.

## Galéria

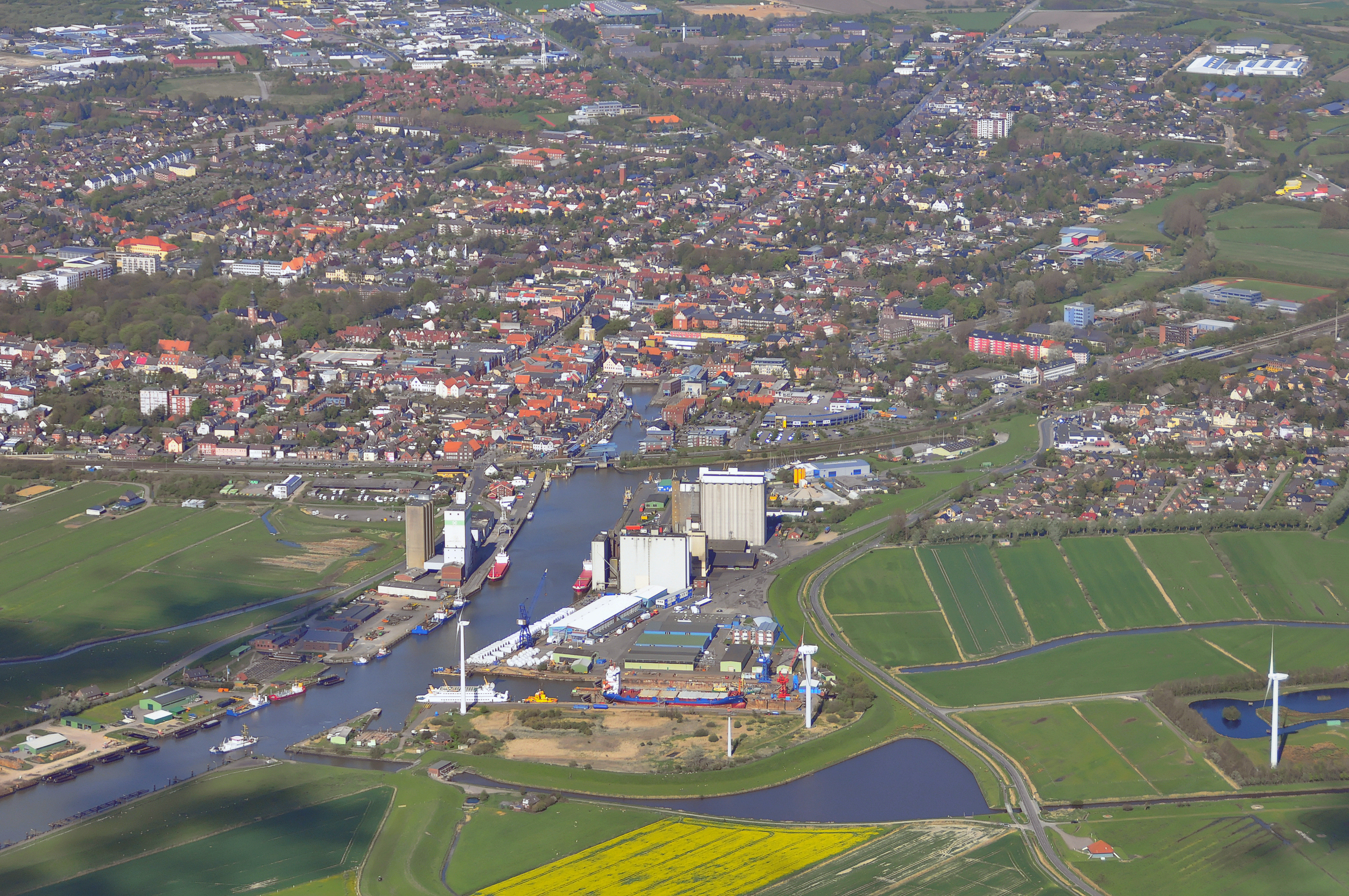
Husum légifelvételről
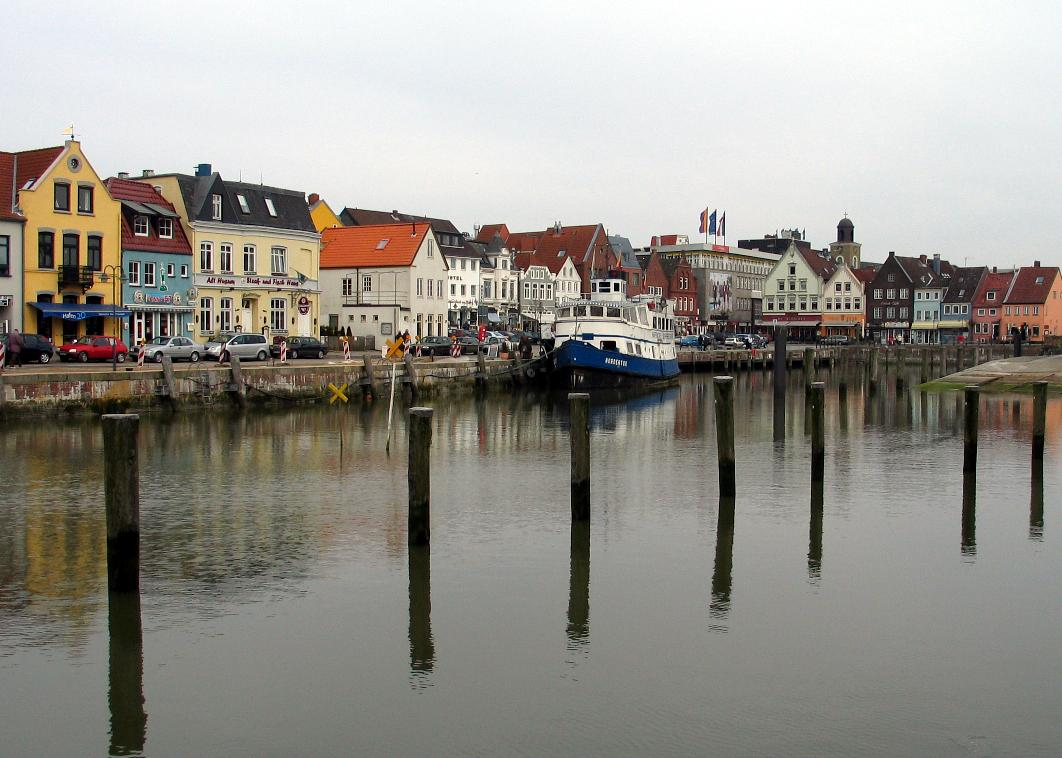
Kikötő
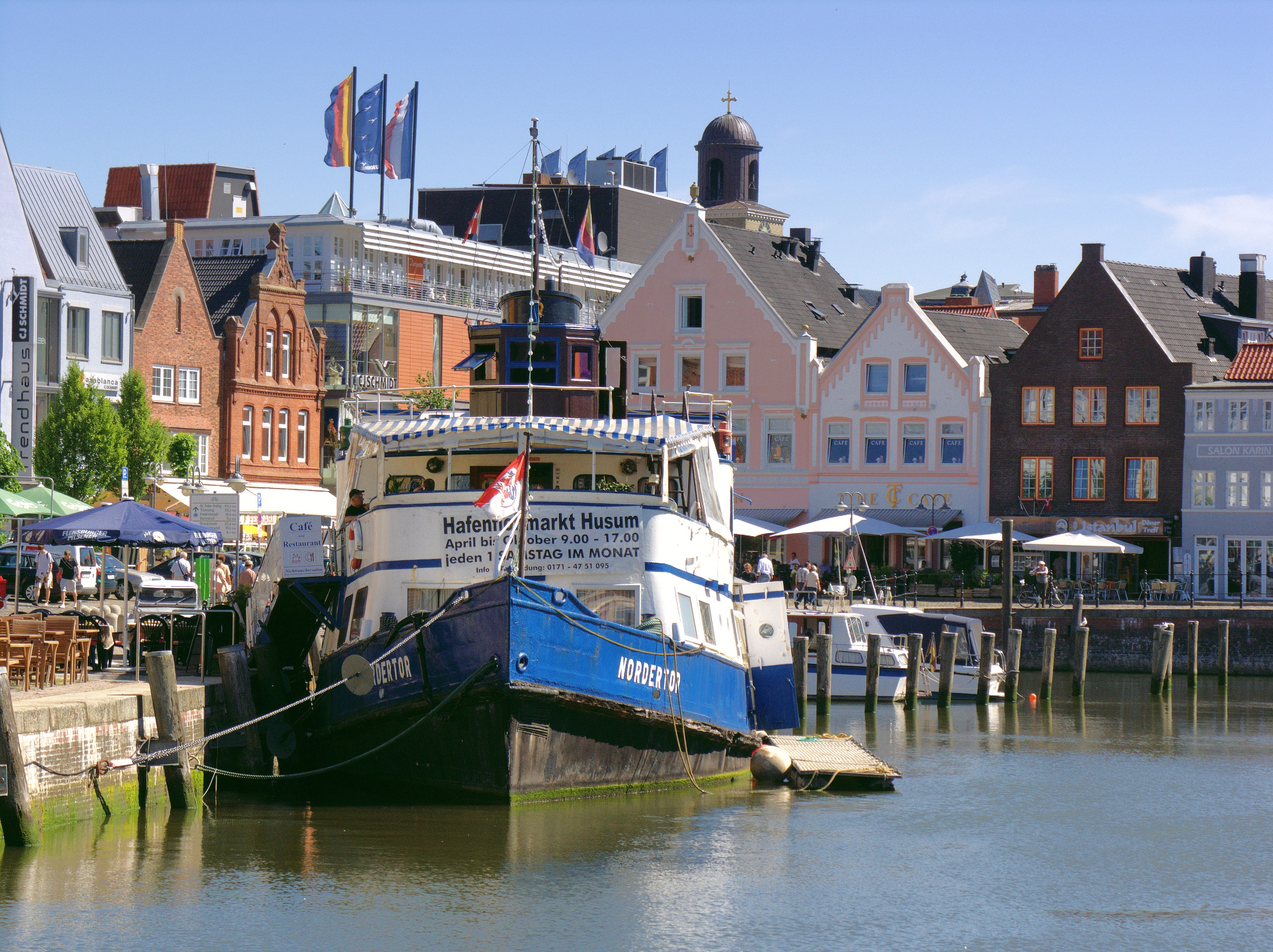
A kikötő látképe
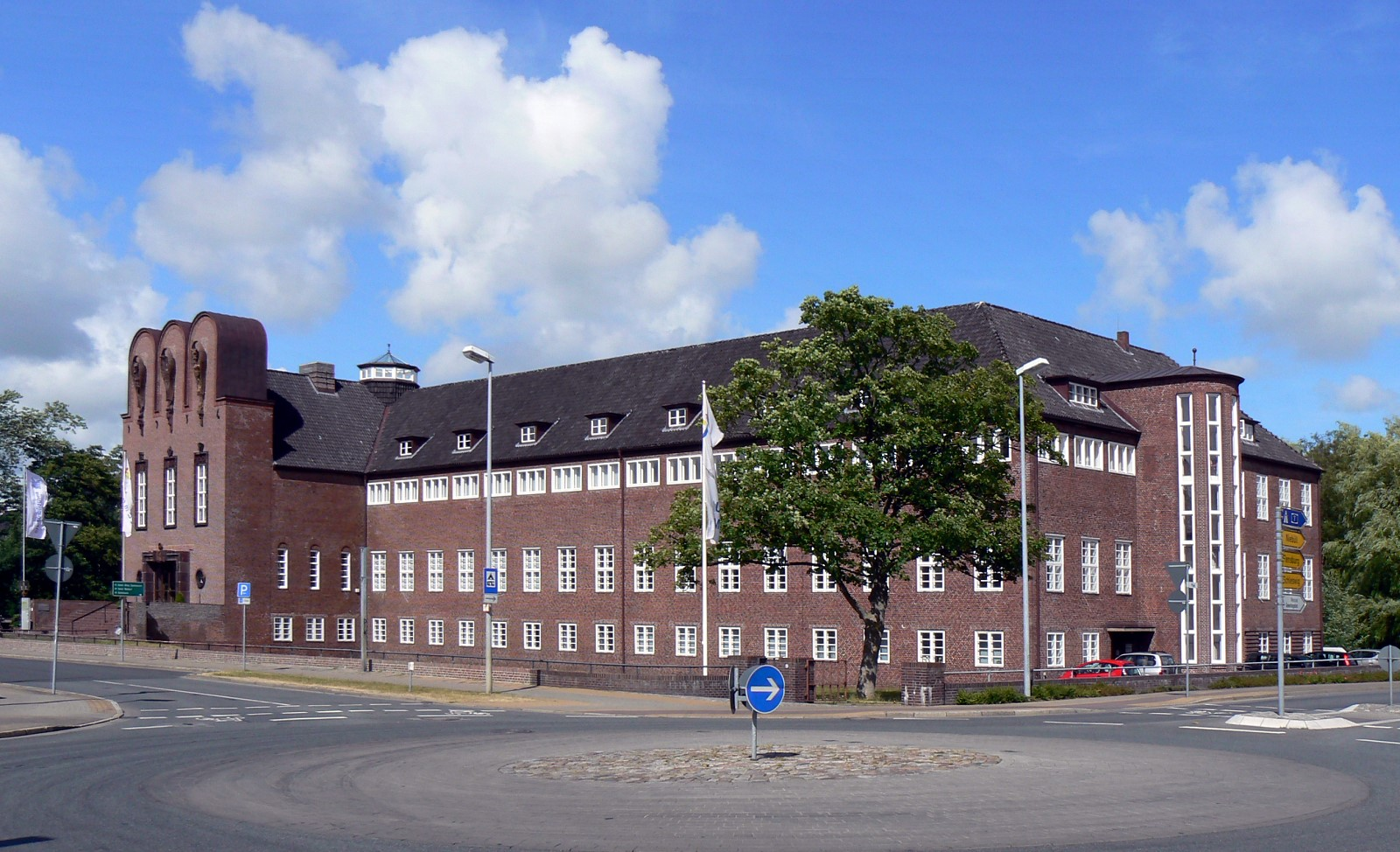
Múzeum
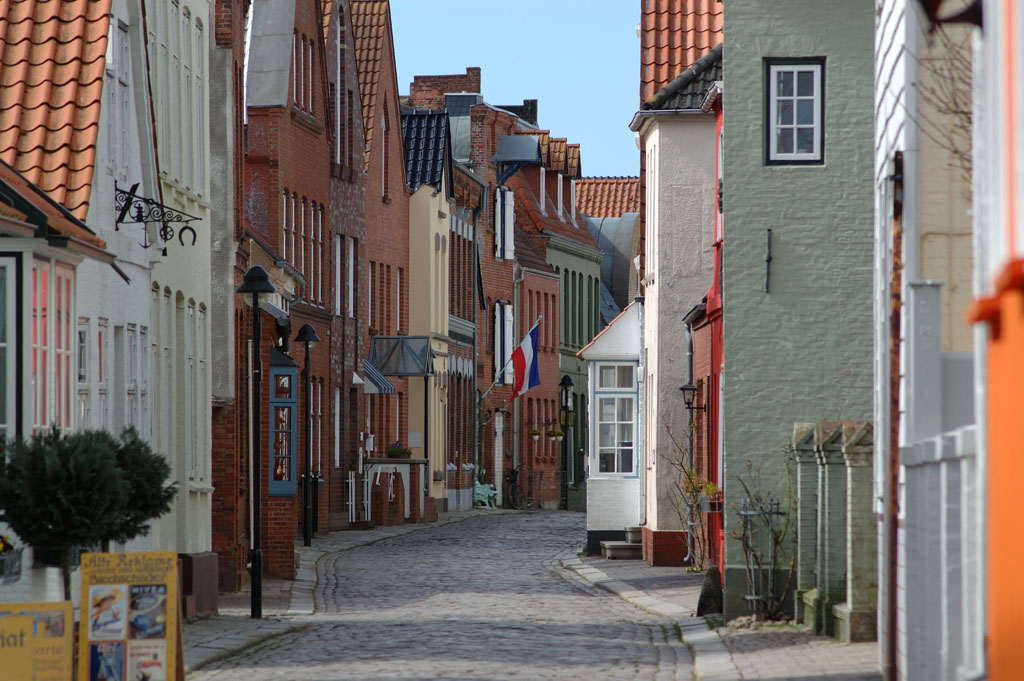
Utcarészlet
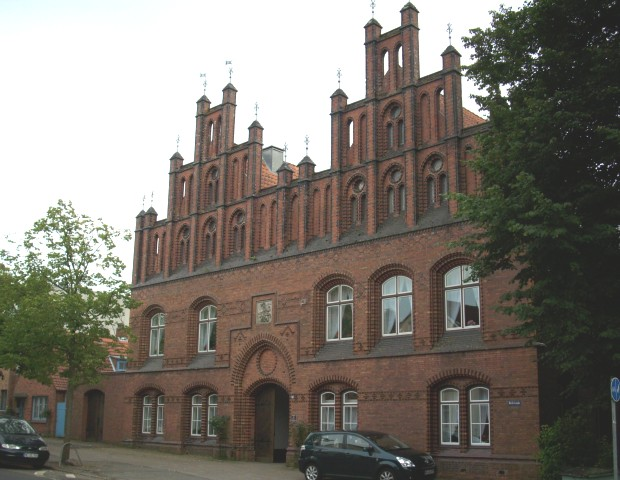
16. századi vendéglő
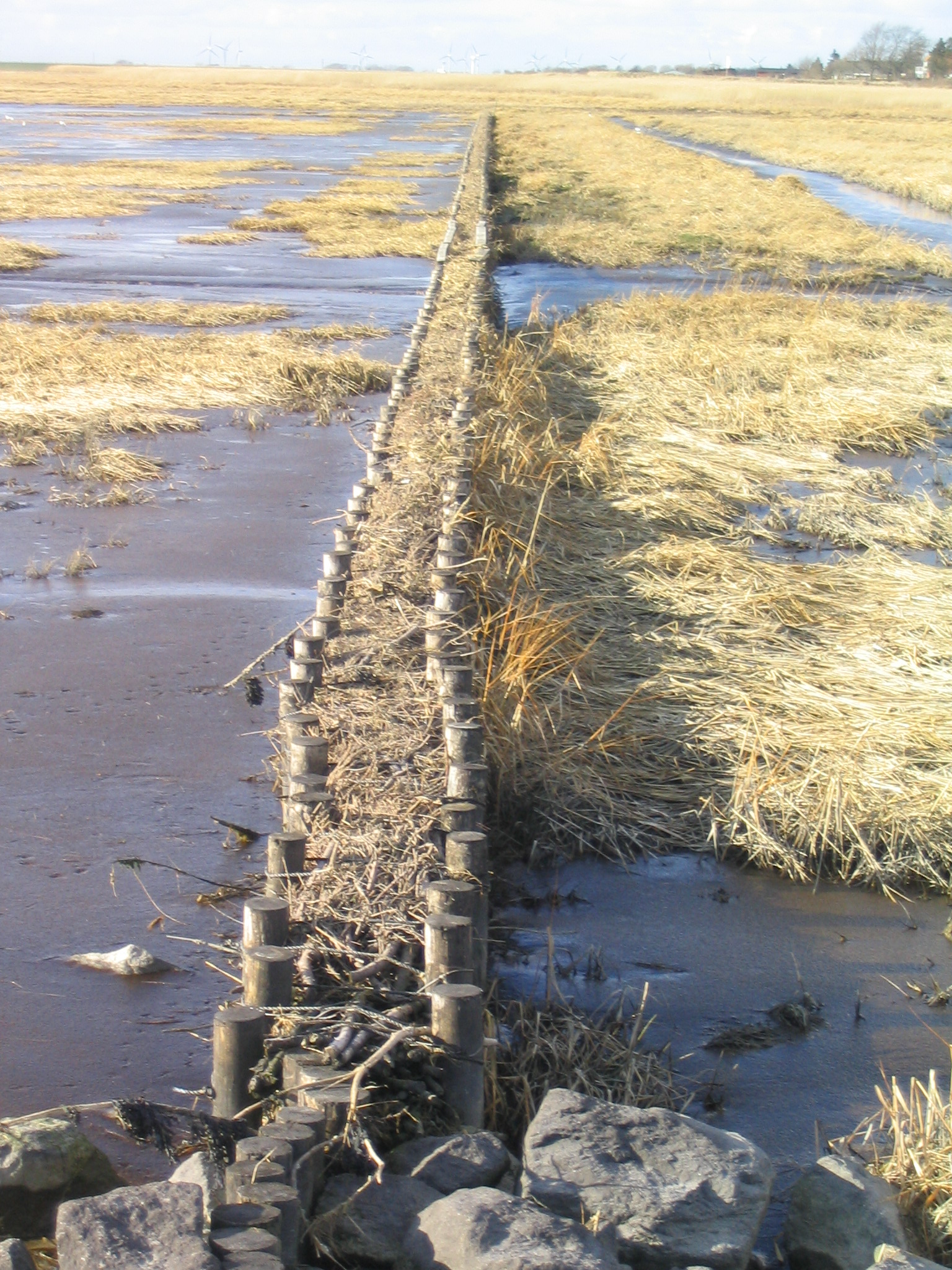
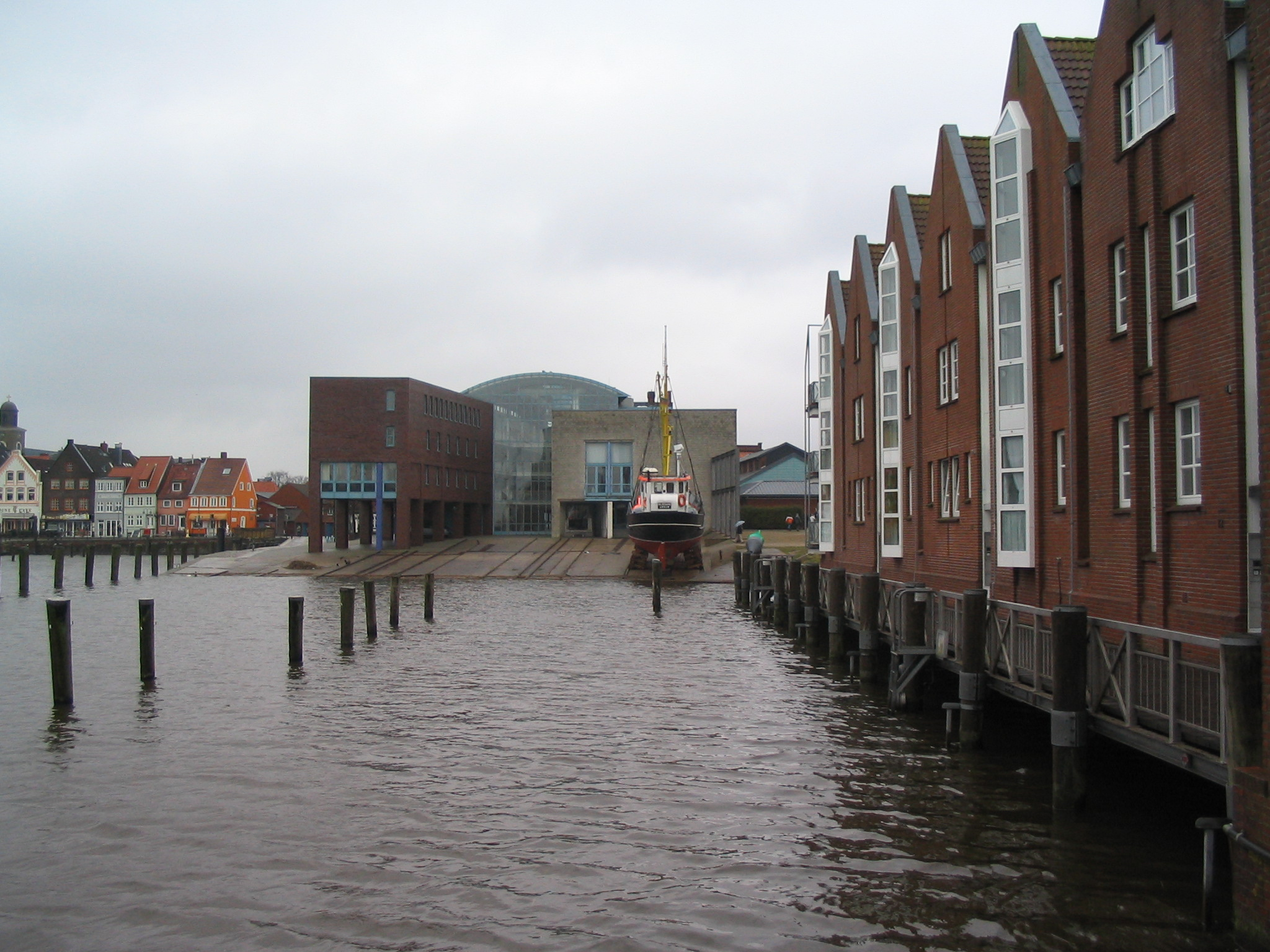
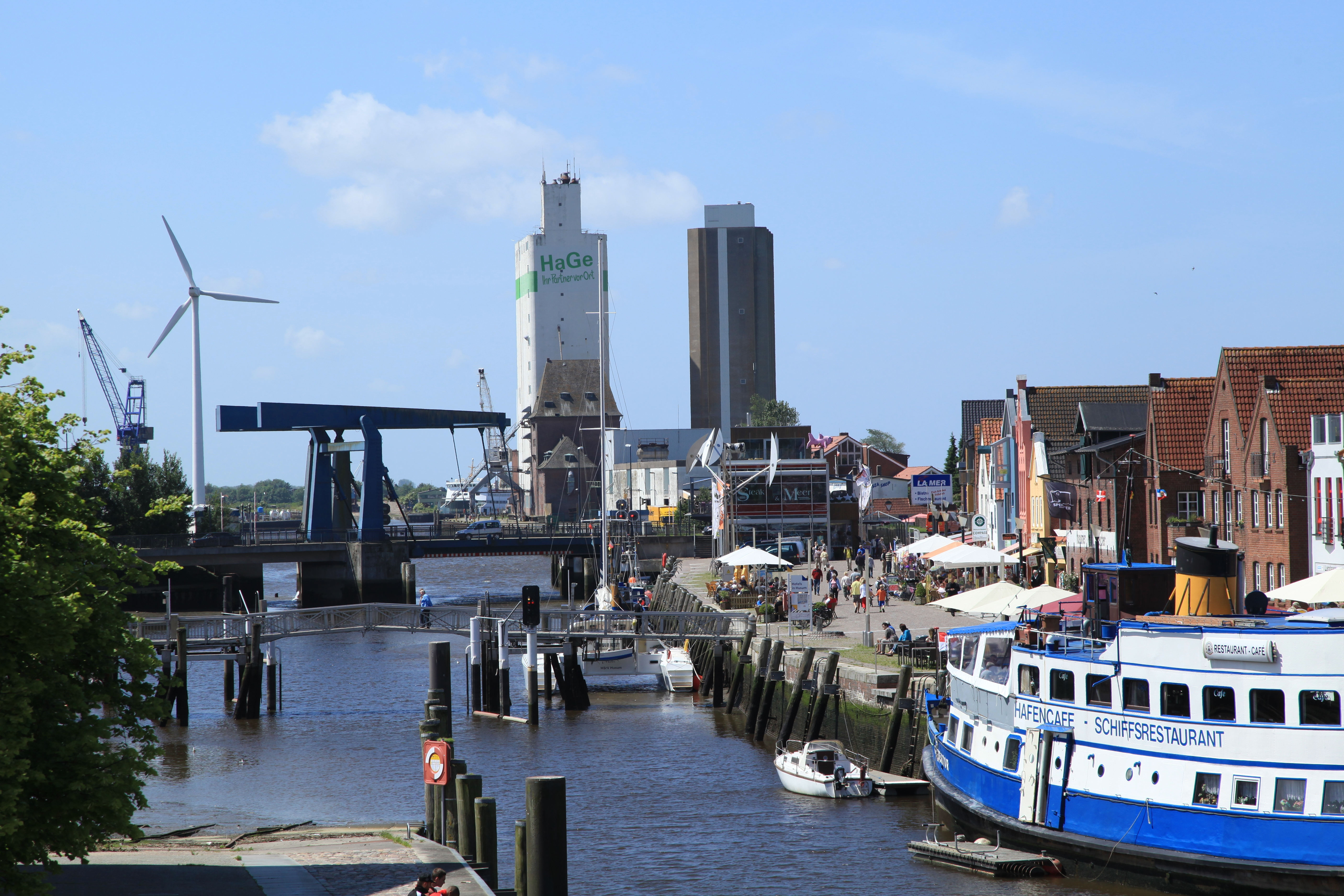